# Молодіжна збірна КНДР з хокею із шайбою
Молодіжна збірна КНДР з хокею із шайбою — молодіжна національна команда КНДР, складена з гравців віком не більше 20 років, що представляє країну на міжнародних змаганнях з хокею із шайбою. Опікується командою Хокейна асоціація КНДР.

## Результати на чемпіонатах світу
- 1988 рік – Закінчили на 7-му місці (Група «С»)
- 1989 рік – Закінчили на 3-му місці (Група «С»)
- 1990 рік – Закінчили на 2-му місці (Група «С»)
- 1991 рік – Закінчили на 1-му місці (Група «С»)
- 1992 рік – Закінчили на 8-му місці (Група «В»)
- 1993 рік – Закінчили на 6-му місці (Група «С»)
- 2010 рік – Закінчили на 3-му місці (Дивізіон III)
- 2011 рік – Закінчили на 3-му місці (Дивізіон III)